# Brachycorynella asparagi
Brachycorynella asparagi är en insektsart. Brachycorynella asparagi ingår i släktet Brachycorynella och familjen långrörsbladlöss. Inga underarter finns listade i Catalogue of Life.